# Энгонга, Висенте
Висе́нте Энго́нга Мате́ (исп. Vicente Engonga Maté; 20 октября 1965, Барселона) — испанский футболист, выступал на позиции полузащитника. Наиболее известен по выступлениям за «Мальорку». Провёл 14 матчей за национальную сборную.

## Карьера

### Клубная
Энгонга, родившийся в Барселоне, детство провёл в Кантабрии, там же и начинал играть в футбол. Первым взрослым клубом Висенте была «Химнастика» из Торрелавеги, после Энгонга играл за «Спортинг Маонес».
В 1991 году Энгонга перешёл в клуб Примеры «Реал Вальядолид», однако в первом же сезоне эта команда покинула элитный дивизион. Полузащитник перебрался в «Сельту», где провёл 2 сезона и сыграл 72 матча, после чего оказался в «Валенсии». Игроком основы «летучих мышей» Висенте стал только в сезоне 1996/97, сыграв в 35 матчах.
После первого полного сезона за «Валенсию» Энгонга перешёл в сильную «Мальорку» Эктора Купера, с которой Висенте выиграл единственный в своей карьере крупный трофей — Суперкубок Испании. Дважды «Мальорка» поднималась на третью строчку в турнирной таблице. Команда показывала хорошие результаты вплоть до сезона 2001/02. 36-летний Энгонга сыграл только в 20 его матчах, а «Мальорка» была близка к вылету из Примеры.
В 2002 году Энгонга перешёл в клуб Сегунды «Овьедо», где играл на протяжении 6 месяцев, после чего отправился в аренду в английский «Ковентри Сити», где и завершил карьеру.

### Международная
Энгонга дебютировал в сборной Испании 23 сентября 1998 года в матче с командой России (1:0). Вместе с ней он выступал на чемпионате Европы 2000 года, где сыграл в 1 матче.
Энгонга был первым темнокожим игроком испанского происхождения, который играл за национальную сборную Испании. За время своей карьеры он также представлял неофициальную автономную команду Кантабрии с 1997 по 2000 год. 

### Тренерская
С 2008 по 2009 год Энгонга тренировал сборную Экваториальной Гвинеи.
В 2011 году возглавлял «Мальорку Б».

## Личная жизнь
Младший брат Энгонги, Оскар, также был профессиональным футболистом. Он играл большую часть своей карьеры в низших лигах Испании.

## Достижения

### Командные
«Мальорка»
- Обладатель Суперкубка Испании: 1998